# مارتن أولمان
مارتن أولمان (بالألمانية: Martin Ullmann)‏ هو لاعب كرة قدم ألماني في مركز الوسط، ولد في 11 ديسمبر 1986 في إرفورت في ألمانيا. لعب مع كارل زايس يينا.

## وصلات خارجية
- مارتن أولمان على موقع قاعدة بيانات كرة القدم.إي يو (الإنجليزية)
- مارتن أولمان على موقع بيانات كرة القدم. دي إي (الألمانية)